# Xã Redland, Quận Hempstead, Arkansas
Xã Redland (tiếng Anh: Redland Township) là một xã thuộc quận Hempstead, tiểu bang Arkansas, Hoa Kỳ. Năm 2010, dân số của xã này là 693 người.